# Ториньян-Вьё
Торинья́н-Вьё (фр. Taurignan-Vieux) — коммуна во Франции, находится в регионе Юг — Пиренеи. Департамент коммуны — Арьеж. Входит в состав кантона Сен-Лизье. Округ коммуны — Сен-Жирон.
Код INSEE коммуны — 09308.

## Население
Население коммуны на 2008 год составляло 215 человек.
| 1962 | 1968 | 1975 | 1982 | 1990 | 1999 | 2008 |
| ---- | ---- | ---- | ---- | ---- | ---- | ---- |
| 177  | 202  | 183  | 185  | 190  | 209  | 215  |

## Экономика

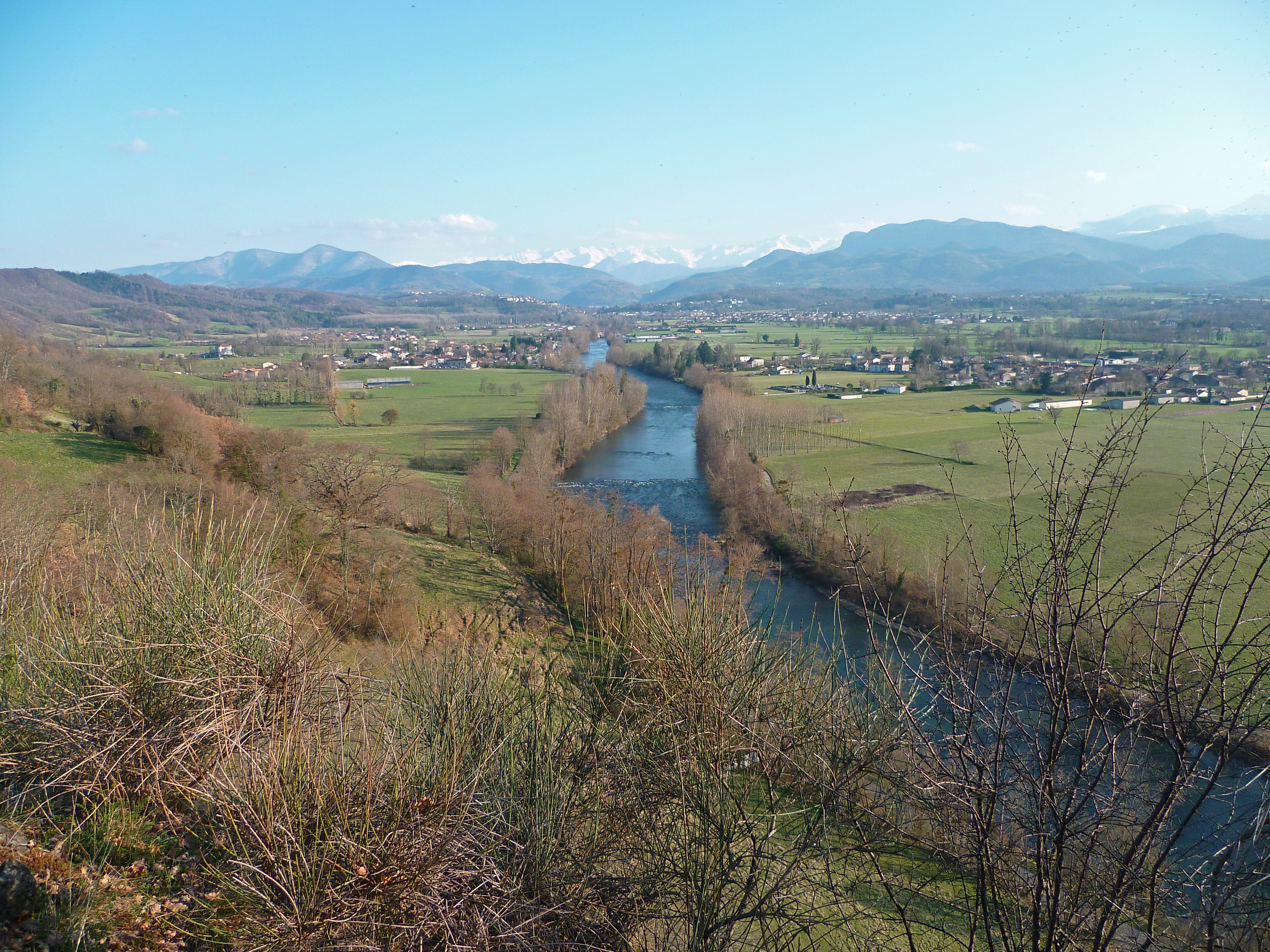
Вид на Ториньян-Вьё (слева) и Лор-Сантарай (справа)

В 2007 году среди 126 человек в трудоспособном возрасте (15—64 лет) 90 были экономически активными, 36 — неактивными (показатель активности — 71,4 %, в 1999 году было 67,9 %). Из 90 активных работали 80 человек (38 мужчин и 42 женщины), безработных было 10 (4 мужчины и 6 женщин). Среди 36 неактивных 9 человек были учениками или студентами, 16 — пенсионерами, 11 были неактивными по другим причинам.